# Cheiloporina malayana
Cheiloporina malayana is een mosdiertjessoort uit de familie van de Cheiloporinidae. De wetenschappelijke naam van de soort is voor het eerst geldig gepubliceerd in 1957 door Harmer.